# Мещеряков, Николай Кузьмич
Николай Кузьмич Мещеряков (7 января 1935 года, Токарёвка — 8 мая 2011 года, Москва) — советский биатлонист, победитель чемпионата мира 1963 в командном зачёте, двукратный чемпион СССР (1962 и 1966). Заслуженный мастер спорта СССР.

## Биография
Родился 7 января 1935 года в селе Токарёвка Тамбовской области.
Представлял спортивное общество «Динамо» и город Москву. Воспитанник тренера Виктора Бучина.
В 1962 году выиграл золотые медали чемпионата СССР в индивидуальной гонке, отстреляв без промахов, чемпионат проходил в рамках первой зимней Спартакиады народов СССР в Свердловске. В 1966 году в составе сборной Москвы стал победителем эстафеты 4×7,5 км, проводившейся в рамках чемпионатов СССР впервые в истории. В 1968 году в эстафете завоевал серебро чемпионата СССР.
В сборную СССР впервые включён в 1963 году. Принимал участие в чемпионате мира 1963 года в Зеефельде, в котором занял четвёртое место в индивидуальной гонке, а в командном зачёте одержал победу вместе с Владимиром Меланьиным и Валентином Пшеницыным.
На чемпионате мира 1966 года в Гармиш-Партенкирхене занял четвёртое место в эстафете, впервые проводившейся в официальном зачёте, в составе сборной СССР вместе с Николаем Пузановым, Владимиром Гундарцевым и Владимиром Меланьиным. В индивидуальной гонке на этом чемпионате участия не принимал, уступив место Александру Привалову.
Скончался 8 мая 2011 года в Москве. Похоронен на Перепечинском кладбище Солнечногорского района Московской области.